# 망조대
망조대(望潮臺)는 울산광역시 동구 동부동에 있는, 임진왜란 때 의병장 서인충 장군이 작전을 구상한 곳이다. 2018년 1월 30일 울산 동구의 향토문화재 제2호로 지정되었다.

## 개요
망조대(望潮臺)는 망조당 서인충(徐仁忠)이 소시 때 무술을 닦던 자리이므로 그곳에 석표를 세워 향인들이 보존하여 왔다. 지금은 남목시가 중심에 들어 있어 몇 그루의 해송과 석표가 있을 따름이다.
임진왜란이 일어나자 서인충은 재종 서몽호와 더불어 의병을 일으켜 한달이 못되어 3천의 장정을 규합하였다. 이에 여경원, 박봉수, 박경새를 복병장으로 삼아 병을 나누어 험요한 자리에 복병케 하고 성대명 허사남 김계남을 군관으로 하여 박린복, 박휘, 박여담 등을 군량과 의복을 조달운송케 하는 한편 요지에 매복하였다가 남쪽으로 적을 쳐서 동래로 쫓아내었다. 9월에 이르러 순찰사와 좌병사 박진이 인망이 있던 전 만호, 김태허를 가군수(군수서리)로 삼아 박홍춘을 서면장으로 뽑고 전응충을 남면장으로 서인충을 주사장(舟師將)으로 삼아 적과 싸우게 되었다. 이리하여 기장과 아리포로부터 오는 수륙의 적을 치고 신야전탄(新野箭灘-온산 덕신의 신밤) 경주 이견대(利見臺) 장기 소봉대(小蓬臺) 등의 수전에서 적을 무찔렀고, 멀리 대구의 팔공산은 물론 화왕산성의 곽재우 진에까지 달려가서 도적들을 치고 돌아왔다. 이러한 전공으로 선무원종공신 1등에 서록되고 다대포첨사 부산진포첨사를 제수하였다가 정조7년(1783)에 증병조참판에 추록되었다.